# Абар
А́бар — упразднённая деревня в Троицко-Печорском районе Республики Коми Российской Федерации.

## Название
Деревня названа по ручью Абаршор, который протекает возле деревни и впадает в Северную Мылву.
Абар с коми языка переводится как сеть с крупными ячейками для ловли карасей.

## География
Расположена в пределах Печорской низменности, являющейся частью Восточно-Европейской равнины, на левом берегу реки Северная Мылва, при впадении ручья Абаршор.
В окрестностях распространены пойменные кислые (в пойме реки Печора) и глее-подзолистые почвы.

## Население
Численность населения — 507 человек (1970).

## История
Возникла в XIX в.
В 1974 году вошла в состав Троицко-Печорска.

## Инфраструктура
Личное подсобное хозяйство с зоной сельскохозяйственного использования, индивидуальная застройка усадебного типа.

## Транспорт
Автобусное сообщение. Остановки общественного транспорта «Абар», «Абар-2».